# Saint-Maurice-d’Ételan
Saint-Maurice-d’Ételan ist eine französische Gemeinde mit 288 Einwohnern (Stand: 1. Januar 2022) im Département Seine-Maritime in der Region Normandie. Sie gehört zum Arrondissement Le Havre und zum Kanton Port-Jérôme-sur-Seine (bis 2015: Kanton Lillebonne). Die Einwohner werden Saint-Mauriçais genannt.

## Geographie
Saint-Maurice-d’Ételan liegt etwa 37 Kilometer östlich von Le Havre im Pays de Caux an der Seine. Saint-Maurice-d’Ételan wird umgeben von den Nachbargemeinden Triquerville im Norden, Norville im Norden und Nordosten, Vatteville-la-Rue im Osten, Aizier im Süden, Petiville im Westen sowie Notre-Dame-de-Gravenchon im Nordwesten.

## Bevölkerungsentwicklung
| 1962                      | 1968 | 1975 | 1982 | 1990 | 1999 | 2006 | 2013 |
| ------------------------- | ---- | ---- | ---- | ---- | ---- | ---- | ---- |
| 241                       | 255  | 243  | 230  | 211  | 239  | 326  | 313  |
| Quelle: Cassini und INSEE |      |      |      |      |      |      |      |

## Sehenswürdigkeiten
- Kirche Saint-Maurice, Ende des 15. Jahrhunderts erbaut
- Schloss Ételan aus 15./16. Jahrhundert, Monument historique

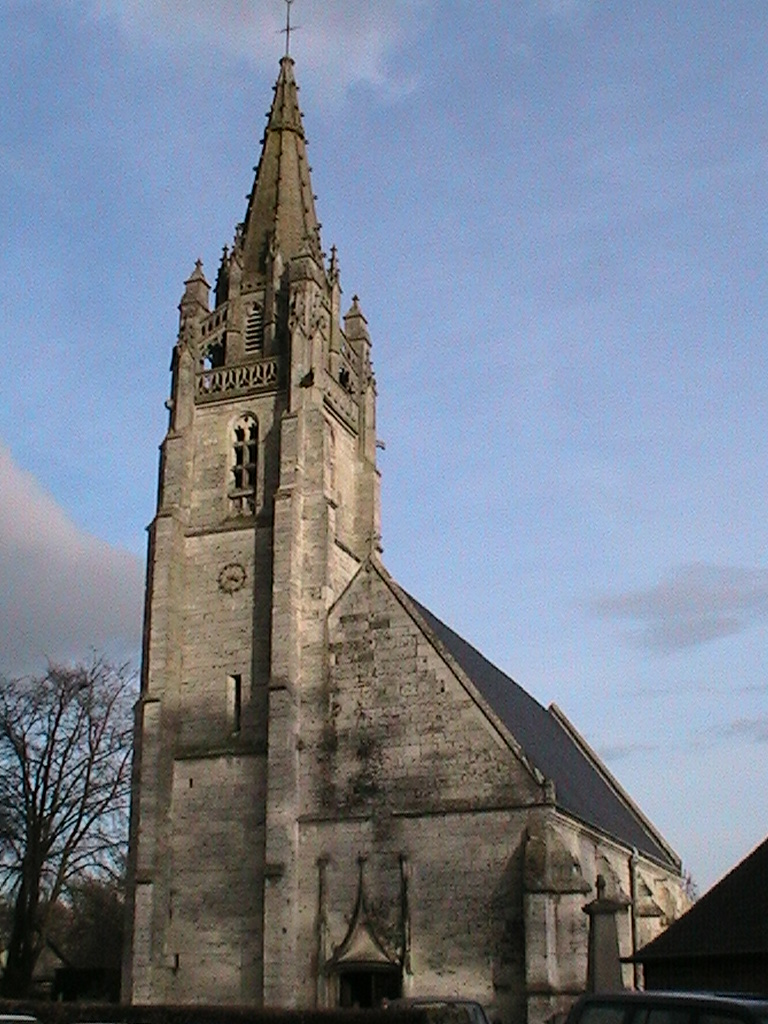
Kirche Saint-Maurice
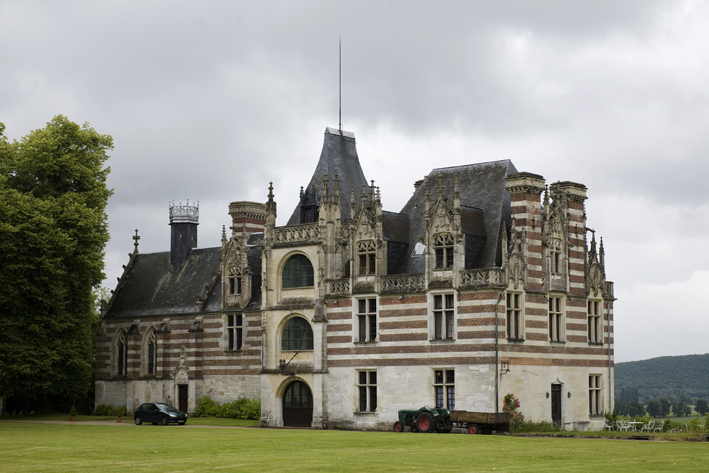
Schloss Ételan

## Persönlichkeiten
- André Bettencourt (1919–2007), Journalist und Politiker, Industrie- und Außenminister Frankreichs
- Pierre Bettencourt (1917–2006), Maler und Schriftsteller